# Buxachtalbrücke
Die Buxachtalbrücke ist ein Brückenbauwerk an der Bundesautobahn 96. Sie überspannt das oberschwäbische Buxachtal zwischen Memmingen und Buxheim nahe dem Buxheimer Weiher. Sie wurde als Hohlkastenbrücke konstruiert und im Taktschiebeverfahren gebaut. Das Bauwerk wurde im Jahre 1990 komplett fertiggestellt als Autobahnbrücke. Es handelt sich eigentlich um zwei einzelne Brücken, die unabhängig voneinander gebaut wurden: Nachdem schon 1978 die erste Brücke mit zwei Fahrspuren eröffnet worden war, wurde bis 1990 die zweite Brücke mit zwei weiteren Fahrspuren fertiggestellt. Unter der Brücke befindet sich ein von den Kartäusern der ehemaligen Kartause Buxheim künstlich angelegtes Feuchtgebiet.

## Beschreibung
Die Spannweite der zweit Brücken beträgt 46,8, die Länge 310,4 Meter, die Fläche 3930 Quadratmeter. Der Fahrbahnträger hat eine Überbaubreite von 12,65 Metern. Die Baukosten betrugen 7.800.000 DM. Bauherr war das Bundesministerium für Verkehr als Vertreter der Bundesrepublik Deutschland. Als Auftraggeber fungierten die Autobahndirektion Südbayern und der Freistaat Bayern. Den Bau führte das in Memmingen ansässige Bauunternehmen Josef Hebel aus.